# Ally Mtoni
Ally Abdukarim Ibrahim Mtoni (13. března 1993 – 11. února 2022), známý také jako Ally Sonso, byl tanzanský fotbalista, který hrál na pozici obránce.

## Mládí
Mtoni se narodil 13. března 1993 v národní nemocnici Muhimbili v Dar es Salaamu.

## Klubová kariéra
Mtoni hrál za kluby Kagera Sugar FC, Lipuli FC, Young Africans SC a Ruvu Shooting FC v Tanzanii.

## Reprezentační kariéra
Mtoni debutoval v tanzanské fotbalové reprezentaci 18. listopadu 2018 v kvalifikaci na Africký pohár národů 2019 proti Lesothu.
Mtoni byl vybrán do týmu pro Africký pohár národů 2019.

## Úmrtí
Mtoni zemřel v Dar es Salaamu 11. února 2022 ve věku 28 let.